# Caméra d'or
De Caméra d'or (Gouden camera) is een filmprijs die sinds 1978 jaarlijks uitgereikt wordt op het Filmfestival van Cannes aan de beste debuutfilm in de verschillende secties (officiële competitie, buiten competitie, Un certain regard, Quinzaine des Réalisateurs en Semaine de la critique).
De reglementen omschrijven een debuutfilm als zijnde de eerste speelfilm in de bioscoop uitgebracht (fictie, documentaire of animatie) met een speelduur van minimaal 60 minuten. De bedoeling van deze prijs is om nieuwe talentvolle regisseurs aan te moedigen een volgende film te realiseren.

## Prijswinnaars

### Caméra d'or
| Editie           | Titel | Regisseur                                        | Land                                 | Sectie                                 |
| ---------------- | --- | ------------------------------------------------ | ------------------------------------ | -------------------------------------- |
| 1978             | Alambrista!                                                                                                | Robert Malcolm Young                             | Verenigde Staten                     | Semaine de la critique                 |
| 1979             | Northern Lights                                                                                            | John Hanson en Rob Nilsson                       | Verenigde Staten                     | Semaine de la critique                 |
| 1980             | Histoire d'Adrien                                                                                          | Jean-Pierre Denis                                | Frankrijk                            | Semaine de la critique                 |
| 1981             | Desperado City                                                                                             | Vadim Glowna                                     | Bondsrepubliek Duitsland             | Quinzaine des Réalisateurs             |
| 1982             | Mourir à trente ans                                                                                        | Romain Goupil                                    | Frankrijk                            | Semaine de la critique                 |
| 1983             | Adj király katonát (The Princess)                                                                          | Pal Erdoss                                       | Hongarije                            | Semaine de la critique                 |
| 1984             | Stranger Than Paradise                                                                                     | Jim Jarmusch                                     | Verenigde Staten                     | Quinzaine des Réalisateurs             |
| 1985             | Oriana | Fina Torres                                      | Venezuela                            | Un Certain Regard                      |
| 1986             | Noir et Blanc                                                                                              | Claire Devers                                    | Frankrijk                            | Section perspective du cinéma français |
| 1987             | Robinzoniada, anu chemi ingliseli Papa (რობინზონიადა ანუ ჩემი ინგლისელი პაპა) (Robinson Crusoe in Georgia) | Nana Djordjadze                                  | Sovjet-Unie                          | Un Certain Regard                      |
| 1988             | Salaam Bombay! (सलाम बॉम्बे!)                                                                                  | Mira Nair                                        | India                                | Quinzaine des Réalisateurs             |
| 1989             | Az én XX. századom (My 20th Century)                                                                       | Ildiko Enyedi                                    | Hongarije                            | Un Certain Regard                      |
| 1990             | Zamri, umri, voskresni! (Замри, умри, воскресни) (Freeze Die Come to Life)                                 | Vitali Kanevski                                  | Sovjet-Unie                          | Un Certain Regard                      |
| 1991             | Toto le héros                                                                                              | Jaco Van Dormael                                 | België                               | Quinzaine des Réalisateurs             |
| 1992             | Mac | John Turturro                                    | Verenigde Staten                     | Quinzaine des Réalisateurs             |
| 1993             | Mùi đu đủ xanh (The Scent of Green Papaya)                                                                 | Trần Anh Hùng                                    | Vietnam                              | Un Certain Regard                      |
| 1994             | Petits arrangements avec les morts                                                                         | Pascale Ferran                                   | Frankrijk                            | Quinzaine des Réalisateurs             |
| 1995             | Badkonake sefid (بادکنک سفيد) (De witte ballon)                                                            | Jafar Panahi                                     | Iran                                 | Quinzaine des Réalisateurs             |
| 1996             | Love Serenade                                                                                              | Shirley Barrett                                  | Australië                            | Un Certain Regard                      |
| 1997             | Moe no suzaku (萌の朱雀)                                                                                   | Naomi Kawase                                     | Japan                                | Quinzaine des Réalisateurs             |
| 1998             | Slam | Marc Levin                                       | Verenigde Staten                     | Quinzaine des Réalisateurs             |
| 1999             | Marana Simhasanam (മരണസിംഹാസനം) (Throne of Death)                                                              | Murali Nair                                      | India                                | Un Certain Regard                      |
| 2000 (ex-aequo)  | Djomeh | Hassan Yekpatanah                                | Frankrijk Iran                       | Un Certain Regard                      |
| 2000 (ex-aequo)  | Zamāni barāye masti-ye asbhā (زمانی برای مستی اسبها) (A Time for Drunken Horses)                           | Bahman Ghobadi                                   | Iran                                 | Quinzaine des Réalisateurs             |
| 2001             | Atanarjuat (ᐊᑕᓈᕐᔪᐊᑦ)                                                                                       | Zacharias Kunuk                                  | Canada                               | Un Certain Regard                      |
| 2002             | Bord de mer                                                                                                | Julie Lopes-Curval                               | Frankrijk                            | Quinzaine des Réalisateurs             |
| 2003             | Reconstruction                                                                                             | Christoffer Boe                                  | Denemarken                           | Semaine de la Critique                 |
| 2004             | Or (אור) (Or (My Treasure))                                                                                | Keren Yedaya                                     | Israël                               | Semaine de la Critique                 |
| 2005 (ex-aequo ) | Sulanga Enu Pinisa (The Forsaken Land)                                                                     | Vimukthi Jayasundara                             | Sri Lanka                            | Un Certain Regard                      |
| 2005 (ex-aequo ) | Me and You and Everyone We Know                                                                            | Miranda July                                     | Verenigde Staten                     | Semaine de la Critique                 |
| 2006             | A fost sau n-a fost? (12:08 East of Bucharest)                                                             | Corneliu Porumboiu                               | Roemenië                             | Quinzaine des Réalisateurs             |
| 2007             | Meduzot (מדוזות) (Jellyfish)                                                                               | Etgar Keret en Shira Geffen                      | Israël                               | Semaine de la Critique                 |
| 2008             | Hunger | Steve McQueen                                    | Ierland                              | Un Certain Regard                      |
| 2009             | Samson and Delilah                                                                                         | Warwick Thornton                                 | Australië                            | Un Certain Regard                      |
| 2010             | Año bisiesto                                                                                               | Michael Rowe                                     | Mexico                               | Quinzaine des Réalisateurs             |
| 2011             | Las acacias                                                                                                | Pablo Giorgelli                                  | Argentinië                           | Semaine de la Critique                 |
| 2012             | Beasts of the Southern Wild                                                                                | Benh Zeitlin                                     | Verenigde Staten                     | Un Certain Regard                      |
| 2013             | Ilo Ilo (爸妈不在家)                                                                                       | Anthony Chen                                     | Singapore                            | Quinzaine des Réalisateurs             |
| 2014             | Party Girl                                                                                                 | Marie Amachoukeli, Claire Burger en Samuel Theis | Frankrijk                            | Un certain regard                      |
| 2015             | La tierra y la sombra                                                                                      | César Augusto Acevedo                            | Colombia                             | Semaine de la critique                 |
| 2016             | Divines | Houda Benyamina                                  | Frankrijk                            | Quinzaine des réalisateurs             |
| 2017             | Jeune Femme                                                                                                | Léonor Serraille                                 | Frankrijk                            | Un certain regard                      |
| 2018             | Girl | Lukas Dhont                                      | België                               | Un certain regard                      |
| 2019             | Nuestras madres                                                                                            | César Díaz                                       | België Guatemala                     | Semaine de la critique                 |
| 2020             | Geen competitie                                                                                            | Geen competitie                                  | Geen competitie                      | Geen competitie                        |
| 2021             | Murina | Antoneta Alamat Kusijanović                      | Kroatië Verenigde Staten Brazilië    | Quinzaine des Réalisateurs             |
| 2022             | War Pony                                                                                                   | Riley Keough en Gina Gammell                     | Verenigde Staten                     | Un certain regard                      |
| 2023             | Bên trong vỏ kén vàng                                                                                      | Thien An Pham                                    | Vietnam Singapore Frankrijk Spanje   | Quinzaine des cinéastes                |
| 2024             | Armand | Halfdan Ullmann Tøndel                           | Noorwegen Zweden Duitsland Nederland | Un certain regard                      |
| 2025             | The President's Cake                                                                                       | Hasan Hadi                                       | Irak Qatar Verenigde Staten          | Quinzaine des cinéastes                |

### Caméra d'or - Mention spéciale
Sommige debuutfilms die net buiten de prijzen vielen maar met een hele goede beoordeling, kregen een speciale vermelding.
| Editie | Titel                                           | Regisseur                        | Land                                 | Selectie                   |
| ------ | ----------------------------------------------- | -------------------------------- | ------------------------------------ | -------------------------- |
| 1989   | Wallers letzter Gang                            | Christian Wagner                 | Bondsrepubliek Duitsland             | Semaine de la critique     |
| 1989   | Piravi (പിറവി)                                    | Shaji N. Karun                   | India                                | Un Certain Regard          |
| 1990   | Cas dluhu (A Time of Debts)                     | Irena Pavlásková                 | Tsjecho-Slowakije                    | Semaine de la Critique     |
| 1990   | Farendj                                         | Sabine Prenczina                 | Frankrijk                            |                            |
| 1991   | Proof                                           | Jocelyn Moorhouse                | Australië                            | Quinzaine des Réalisateurs |
| 1991   | Sam and Me                                      | Deepa Mehta                      | India                                | Semaine de la Critique     |
| 1993   | Friends                                         | Elaine Proctor                   | Zuid-Afrika                          |                            |
| 1994   | Samt el qusur (The Silences of the Palace)      | Moufida Tlatli                   | Frankrijk Tunesië                    | Quinzaine des Réalisateurs |
| 1995   | Denise Calls Up                                 | Hal Salwen                       | Verenigde Staten                     | Semaine de la Critique     |
| 1997   | La Vie de Jésus                                 | Bruno Dumont                     | Frankrijk                            | Quinzaine des Réalisateurs |
| 2002   | Japón                                           | Carlos Reygadas                  | Spanje Mexico                        | Quinzaine des Réalisateurs |
| 2003   | Osama (أسامة)                                   | Siddiq Barmak                    | Afghanistan                          | Quinzaine des Réalisateurs |
| 2004   | Lù chéng (Passages)                             | Yang Chao                        | China                                | Un Certain Regard          |
| 2004   | Khab-e talkh (Bitter Dream)                     | Mohsen Amiryoussefi              | Iran                                 | Quinzaine des réalisateurs |
| 2007   | Control                                         | Anton Corbijn                    | Verenigd Koninkrijk                  | Section parallèle          |
| 2008   | Vse umrut, a ya ostanus (Everybody Dies but Me) | Valeria Gaï Guermanika           | Rusland                              | Semaine de la critique     |
| 2009   | Ajami                                           | Scandar Copti en Yaron Shani     | Israël Duitsland Verenigd Koninkrijk | Quinzaine des réalisateurs |
| 2022   | Plan 75                                         | Chie Hayakawa                    | Japan Filipijnen Frankrijk           | Un certain regard          |
| 2024   | Mongrel                                         | Wei Liang Chiang en You Qiao Yin | Taiwan Singapore Frankrijk           | Quinzaine des réalisateurs |
| 2025   | My Father's Shadow                              | Akinola Davies jr.               | Verenigd Koninkrijk Ierland Nigeria  | Un certain regard          |